# Fulko II av Anjou
Fulko II av Anjou, död 960, var regerande greve av Anjou mellan 942 och 958.